# Noteucinetus latipennis
Noteucinetus latipennis is een keversoort uit de familie buitelkevers (Eucinetidae). De wetenschappelijke naam van de soort werd in 2005 gepubliceerd door Bullians & Leschen.